# Believe (album av Fabrizio Faniello)
Believe är ett studioalbum av den maltesiska sångaren Fabrizio Faniello. Det gavs ut år 2005 och innehåller 18 låtar. Albumet innehåller bland annat låten "I Do" som Faniello representerade Malta med i Eurovision Song Contest 2006.

## Låtlista
| Nr  | Titel                                | Längd |
| --- | ------------------------------------ | ----- |
| 1.  | I Do                                 | 2:55  |
| 2.  | Love On the Radio                    | 3:22  |
| 3.  | Falling In Love Again                | 3:58  |
| 4.  | I Believe                            | 3:11  |
| 5.  | I Need to Know                       | 3:40  |
| 6.  | Catch the Moon                       | 2:58  |
| 7.  | Tell Me (The Whistle Song - Part II) | 3:18  |
| 8.  | Sending Out an SMS                   | 3:57  |
| 9.  | Will It Rain?                        | 3:10  |
| 10. | Cowboys Don't Cry                    | 3:55  |
| 11. | Did I Ever Tell You                  | 3:03  |
| 12. | Bye Baby Bye Bye                     | 3:03  |
| 13. | Don't Tell It                        | 3:02  |
| 14. | Sa L-Ahhar                           | 3:37  |
| 15. | Stay With Me                         | 3:03  |
| 16. | Once Again                           | 3:02  |
| 17. | Love On the Radio (Remix)            | 3:20  |
| 18. | I Do (World Studios Radio Mix)       | 2:56  |